# کارشناس بازرگانی
کارشناس بازرگانی ، متخصصی است که مسئول برنامه‌ریزی، تدوین و اجرای تجاری‌سازی محصولات یا خدمات یک سازمان است. کارشناس بازرگانی نقش‌های مهمی در زمینه ارتباطات تجاری، بازاریابی و فروش دارد و اموری چون خرید، تدارکات، ارزیابی تأمین کنندگان، پیگیری قراردادها و امور مشتریان در حیطه وظایف او جای می‌گیرند.

## شرح
کارشناس بازرگانی متخصصی است که روندهای تجارت و اقتصاد را پیگیری نموده، تقاضا برای کالاها یا خدمات یک سازمان را پیش‌بینی کرده و همچنین رقبا، مشتریان و تامین‌کنندگان بالقوه آن را در بازارها شناسایی می‌کند. کارشناس بازرگانی با بررسی قوانین تجارت و درک و شناسایی فرهنگ‌های متنوع، استراتژی‌هایی را برای به حداکثر رساندن سود کسب و کار توسعه می‌دهند. آنان از اطلاعاتی که به دست می‌آورند برای اتخاذ تصمیمات راهبردی و برنامه‌ریزی تجاری برای سازمان استفاده می‌کنند. آنها ممکن است در شرکت‌ها و سازمان‌های غیرانتفاعی یا دولتی مشغول به کار شوند.
متخصصان تجارت نقش مهمی در حفظ روابط با مشتری، تجزیه و تحلیل روندهای بازار و اطمینان از رعایت قوانین و مقررات ایفا می‌کنند. مسئولیت‌هایی مانند برگزاری جلسات فروش، حل مسائل مشتریان و امور بانکی از مسئولیت‌های مهم آنان هستند. کارشناس بازرگانی مسئول طراحی راهبرد فروش، برآورده‌سازی نیازهای مشتری-بازار، ایجاد ارتباطات تجاری ضروری برای فعالیت صحیح سازمان، خرید و تدارکات، برنامه‌ریزی اقدامات بازاریابی، تقویت روابط با تأمین کنندگان و مشاوره به مشتریان است. حسابداری و امور منابع انسانی نیز بخشی از حوزه کاری کارشناس بازرگانی است.
از دیگر مسئولیت‌های مهم کارشناس بازرگانی می‌توان به مدیریت ارتباط با مشتری، دستیابی به اهداف فروش و کیفیت موردنظر سازمان اشاره نمود. کارشناس بازرگانی از طریق ایجاد ارتباطات تجاری با مشتریان برای فروش محصولات به رشد کسب‌وکار کمک می‌کند.
سازماندهی، مشاوره، مکاتبات اداری (مانند نامه‌ها، گزارش‌ها، مناقصه‌ها)، ارائه خدمات (مانند خرید و فروش، تماس با مشتری)، تأمین مالی (مانند تراکنش‌ها و امور بانکی، حسابداری) بخشی از طیف وسیع وظایف متخصص بازرگانی است.

## وظایف کارشناس بازرگانی در فرایند فروش
یکی از وظایف اساسی متخصص بازرگانی، کسب اهداف فروش تنظیم شده توسط سازمان است. شرکت در نمایشگاه‌ها، مذاکره با مشتریان و استفاده از فنون متقاعدسازی، گزارش نتایج و دستاوردها در بازه‌های زمانی مشخص به تیم مدیریت، دسترسی به مشتریان بالقوه و ارسال و پیگیری سفارش‌ها از جمله اموری است که در فرایند فروش انجام می‌پذیرند.

### پیش از فروش
- تحقیق بازار:

مسئول بازرگانی قبل از شروع تماس با مشتریان، باید بازاری را که قرار است فعالیت اقتصادی خود را در آن انجام دهد، بررسی کند. او باید مشتریان بالقوه ای را که می‌تواند به آنها دسترسی داشته باشد را شناسایی کند.
- آماده‌سازی پیش‌بینی‌ها :

یکی دیگر از فعالیت‌هایی که باید توسط مسئول بازرگانی انجام شود، ایجاد پیش‌بینی‌های امکان‌پذیر برگرفته از تحقیقات وی در بازار مورد نظر است.
- برنامه‌ریزی کار

### حین فروش
- ارائه محصول
- رفتار مناسب

### پس از فروش
- پشتیبانی مشتری :

پس از فروش محصول، متخصص بازرگانی به پیگیری مشتریان پرداخته و اطمینان حاصل می‌کند که آنها ویژگی‌های محصول و طرز استفاده صحیح از آن را یادمی‌گیرند. اگر مشتریان با محصول مشکلی داشته باشند، کارشناس بازرگانی به آنها در طی فرایند مورد نیاز کمک خواهد کرد.

### تجزیه و تحلیل دستیابی به هدف
مسئول بازرگانی تعاملات با مشتریان و حجم فروش را گزارش می‌کند و به‌طور منظم شرکت را از اقدامات انجام شده و رسیدن به اهداف مطلع می‌نماید. او راهکارها و رویه‌های جدیدی را برای فروش محصول ایجاد کرده و همچنین به سازمان کمک می‌کند تا اطلاعات مشتریان خود را به روز نگه دارد.

## نمونه‌هایی از سایر مسئولیت‌ها
- بررسی، تهیه و تنظیم،کنترل و تأیید قراردادها
- نظارت بر فرایند تحویل کالاها اطمینان حاصل کردن از اینکه کالاها در زمان مقرر و با شرایط مناسبی به مشتری اصلی تحویل داده شده‌اند
- ارتباط با تأمین‌کنندگان و شرکت‌های حمل و نقل
- کمک به کارکنان برای رسیدن به بالاترین سطح بهره‌وری
- برنامه‌ریزی برای شرکت در رویدادها
- جمع‌آوری اطلاعات از بازار
- انجام مکاتبات، نامه‌نگاری‌ها و برقراری ارتباط با طرف‌ها و شرکای تجاری
- تهیه و تأمین مواد اولیه از سازمان‌های تأمین‌کننده
- خرید مواد اولیه مورد نیاز و پیگیری امور مربوطه[۲]
- استفاده از CRM برای مدیریت و حفظ فروش و برای ایجاد ارتباط و روابط تجاری با مدیران موسسات مهم و بنگاه‌های تجاری محلی در سراسر منطقه.
- مدیریت فرآیندهای مذاکره با مشتری و حفظ مشتریان فعلی را با استفاده از مهارت‌های حل مسئله و مذاکره خلاقانه برای حل مسائل آنان.
- تجزیه و تحلیل و پشتیبانی از توسعه و اجرای استراتژی‌ها برای مدیریت کارآمد و مؤثر پورتفولیو.

## کارشناس بازرگانی بین‌الملل
بازرگانی خارجی به فرایند مبادله کالاها و خدمات میان کشورهای مختلف اطلاق می‌شود. بازرگانی داخلی به معنی فروش کالاها و خدمات در داخل مرزهای یک کشور است. تفاوت‌هایی میان بازرگانی داخلی و خارجی وجود دارد، با این‌حال اصول آن‌ها با هم فرقی ندارد.
کارشناس بازرگانی بین‌الملل، متخصصی است که تجارت و اقتصاد جهانی را تحلیل و ارزیابی نموده و از بینش‌هایی که به دست می‌آورد برای تدوین تصمیمات تجاری استراتژیک سازمان استفاده می‌کند.
کارشناسان بازرگانی جهانی، روندهای جهانی تجارت را پیگیری می‌نمایند و تقاضا برای کالاها یا خدمات یک سازمان را ارزیابی نموده و همچنین رقبا و مشتریان بالقوه آن را در بازارهای بین‌المللی شناسایی می‌کنند. همچنین آنها به سازمان‌ها در مورد چگونگی توسعه راهبردهای قیمت‌گذاری برای به حداکثر رساندن سود در خارج از کشور و کسب اطمینان از اینکه تمام معاملات تجاری با قوانین و مقررات بازرگانی بین‌المللی مطابقت دارند، راهکارهایی را توصیه می‌کنند. کارشناسان بازرگانی خارجی با بررسی قوانین پیچیده تجارت بین‌المللی و درک و شناسایی فرهنگ‌های متنوع، به ایجاد راهبردهایی برای به حداکثر رسانی سودآوریِ کسب‌وکار در مقیاس جهانی می‌پردازند.
متخصصان بازرگانی بین‌الملل برای تدوین برنامه‌ریزی‌ها و تصمیم‌های استراتژیک خود، بر تجزیه و تحلیل معیارهای گوناگونی از جمله نرخ ارز، گمرک و قوانین و مقررات بازرگانی تکیه می‌کنند. به عنوان مثال در خصوص نرخ ارز، کسب و کارها گاهی اوقات می‌توانند از نوسانات ارز سود ببرند. اگر دلار کاهش یابد، ممکن است کارشناسان بازرگانی یک کسب‌وکار مستقر در ایالات متحده تصمیم بگیرند که صادرات محصول شرکت خود را بیافزایند.